# Pitt Bank
Pitt Bank ist ein vollständig unter der Wasserlinie liegendes Atoll im Südwesten des Chagos-Archipels im zentralen Indischen Ozean. Politisch gehört es zum Britischen Territorium im Indischen Ozean.
Das nächstgelegene Land ist die Île Lubine der Egmont Islands, die 22 km nordöstlich des nördlichen Endes der Pitt Bank liegt. Diego Garcia im Westen ist etwa 91 km entfernt. Das Atoll ist von Nordwesten nach Südosten beinahe 56 km lang und zwischen 20 und 30 km breit. Mit einer Gesamtfläche von rund 1100 km² ist Pitt Bank nach der Great Chagos Bank und vor der Speakers Bank die zweitgrößte Meeresbank des Archipels. Die geringste Tiefe beträgt 7 m am südöstlichen Rand und die tiefsten Bereiche der ehemaligen Lagune erreichen 44 m.